# Ivanov (pièce de théâtre)
Pour les articles homonymes, voir Ivanov.
Vous pouvez aider à l'améliorer ou bien discuter des problèmes sur sa page de discussion.
- Il ne cite pas suffisamment ses sources. Vous pouvez indiquer les passages à sourcer avec {{référence nécessaire}} ou {{Référence souhaitée}}, et inclure les références utiles en les liant aux notes de bas de page. (Marqué depuis juin 2017)

- Archive Wikiwix
- Bing
- Cairn
- DuckDuckGo
- E. Universalis
- Gallica
- Google
- G. Books
- G. News
- G. Scholar
- Persée
- Qwant
- (zh) Baidu
- (ru) Yandex
- (wd) trouver des œuvres sur Wikidata

Ivanov est une pièce de théâtre d'Anton Tchekhov.
La première version, « comédie en quatre actes », a été créée le 19 novembre 1887.
Le lendemain de la première, Tchékhov écrit à son frère : « Tu ne peux imaginer comment cela s'est passé ! Le souffleur m'a dit qu'en trente-deux ans de métier, il n'avait jamais vu pareille excitation dans la salle et dans les coulisses. À la fin, ce fut le tohu-bohu, les sifflements étaient noyés sous les exclamations ! »[réf. nécessaire]. Devant l'incompréhension de la critique, Tchekhov en tire alors une seconde mouture, qu'il sous-titre cette fois « drame en quatre actes », où les conventions de l'époque sont mieux respectées et qui obtient un triomphe en 1889.

## Argument
Ivanov, en russe, c’est un nom qui se rapproche de Dupont ou Durand - un monsieur tout le monde. Propriétaire terrien dans un district de la Russie centrale, intelligent, gentil, amoureux, Ivanov est envahi depuis peu par une certaine mélancolie. Sa femme très malade, sa propriété qui part à vau-l’eau, sa gestion de l’argent, tout est remis en question. Tchekhov disait : Il y en a des milliers, des Ivanov... l’homme le plus normal du monde, pas du tout un héros. C’est le drame de cet antihéros confronté au temps dilaté par l’ennui, à l’impuissance, l’immobilisme, l’inaction et l'angoisse, un homme lâche enlisé dans l’existence. C’est aussi une satire aiguë et très drôle d’une société de petits-bourgeois en décrépitude, bête, méchante, hypocrite, antisémite et avide de ragots pour nourrir sa vacuité. L’histoire de ce plongeon tragique d’un homme rongé par le dégoût de tout ce qui l’entoure a été la première pièce de théâtre montée du vivant de Tchekhov.

### Résumé des actes
La pièce raconte l'histoire de Nikolaï Ivanov, un homme qui lutte pour retrouver son ancienne gloire. Depuis cinq ans, il est marié à Anna Petrovna, « juive » déshéritée qui est devenue très malade. Le domaine d'Ivanov est dirigé par un parent éloigné, Mikhaïl Borkine, qui conseille souvent les gens sur la façon dont il peut les aider à faire de l'argent. Le médecin, Lvov, homme « honnête », informe Ivanov que sa femme meurt de la tuberculose, et qu'elle a besoin de se reposer en Crimée. Malheureusement, Ivanov est incapable et peu disposé à payer le voyage. Il est lourdement endetté et doit déjà à Zinaïda Lebedeva neuf mille roubles. Ivanov est critiqué pour son manque de cœur et pour passer du temps avec les Lebedev au lieu de le passer avec sa femme gravement malade. À la fin du premier acte, Ivanov part rendre visite aux Lebedev, et il est suivi à son insu par Anna et Lvov.
Le deuxième acte montre une réception chez les Lebedev, où diverses personnes discutent d'Ivanov. Ils disent qu'Ivanov a épousé Anna pour sa dot importante ; celle-ci s'est convertie à l'orthodoxie pour se marier avec lui et a été désavouée par sa famille. Lebedev est l'époux de Zinaïda qui gère son prêt d'argent, et ils ont une fille, Sacha, qui est amoureuse d'Ivanov. Elle se jette au cou d'Ivanov et il est incapable de résister : l'acte se termine par leurs deux baisers. Malheureusement, Anna arrive inopinément à ce moment et devient ainsi témoin de la trahison.
Le troisième acte montre des conversations entre Ivanov et d'autres personnages - Lebedev prie Ivanov de rembourser ses dettes, et Lvov confronte Ivanov une fois de plus sur la manière sans cœur dont il traite Anna. Sacha apparaît alors, préoccupée par le refus d'Ivanov de lui rendre visite depuis l'incident de la fin de l'acte deux. L'acte se termine alors avec Anna exposant ses griefs à Ivanov à propos de la visite de Sacha, et sur la façon dont il a menti et triché à propos de leur mariage. La colère d'Ivanov est éveillée par la fausse accusation et dans un accès de colère il lui révèle qu'elle est mourante.
Le quatrième acte intervient environ un an après les actes précédents. Anna est morte, et Ivanov et Sacha se préparent à se marier. Comme la cérémonie de mariage est sur le point de commencer, Lvov apparaît, prévoyant de dévoiler les « mauvaises » intentions d'Ivanov - croyant que celui-ci veut tout simplement épouser Sacha pour sa dot. Il l'accuse publiquement et même si d'autres personnages avaient déjà exprimé des doutes, ils prennent la défense d'Ivanov et défient Lvov en duel. Ivanov trouve toute la situation amusante, revenant à son ancienne vie, et sort son fusil. Sacha réalise ce qu'il est sur le point de faire, mais est incapable de l'arrêter : Ivanov court loin de la foule et tire. C'est ainsi que la pièce se termine brusquement.

## Personnages
- Nicolas Alexéïevitch Ivanov : Fonctionnaire de l'administration des affaires paysannes.
- Anna Pétrovna : sa femme.
- Matveï Sémionovitch Chabelski : comte, oncle d'Ivanov.
- Pavel Kirillitch Lébédev : Président du Zemstvo.
- Zinaïda Savichna : Sa femme.
- Sacha : leur fille, vingt ans, amoureuse d'Ivanov.
- Evguéni Constantinovitch Lvov : Jeune médecin du district.
- Marga Egorovna Babakina : Jeune veuve, propriétaire.
- Dimitri Nikititch Kossykh  : Employé des impôts.
- Mikhaïl Mikhaïlovitch Borkine : Parent d'Ivanov qui gère sa propriété.
- Advotia Nazarovna : Vieille dame.
- Egorouchka : Pique-assiette chez Lébédev.
- Premier invité.
- Deuxième invité.
- Troisième invité.
- Quatrième invité.
- Piotr : Valet d'Ivanov.
- Gavrila : Valet des Lébédev.

### Première représentation
La première a lieu le 19 novembre 1887 au Théâtre Korch selon une mise en scène de Nikolaï Solovtsov. Les rôles sont tenus par Vladimir Davydov (Ivanov), Alexandra Glama-Mechtcherskaïa (Anna Petrovna), Ivan Kisselevski (Chabelski), Leonid Gradov-Sokolov (Lebedev) et Natalia Rybinskaïa (Sacha). 
Mikhaïl Tchekhov (1865-1936), frère d'Anton Tchekhov, écrit à propos de la première du Théâtre Korch :

Le théâtre était complet. Certains attendaient une joyeuse farce pour Ivanov dans le style des récits d'alors de Tchekhov publiés dans Les Éclats, d'autres s'attendaient à quelque chose de nouveau, de plus sérieux - et ils ne se sont pas trompés. Le succès a été plutôt hétéroclite: on a hué pendant que d'autres - la majorité - ont bruyamment applaudi et ont interpelé l'auteur, mais dans l'ensemble ils n'ont pas vraiment compris Ivanov.

## Ivanov en France
- Mise en scène d'Yvan Garouel au Théâtre du Nord-Ouest (Paris): 2019[2].
- Mise en scène de Luc Bondy au Théâtre de l'Odéon (Paris) : 29 janvier-28 février et 8-29 avril 2015 avec Micha Lescot (Ivanov) et Marina Hands notamment
- Mise en scène d'Yvan Garouel au Théâtre du Nord-Ouest (Paris): 2009.
- Mise en scène d'Alain Françon au Théâtre de la Colline en mars 2004 avec notamment Éric Caravaca (Ivanov), Éric Elmosnino, Dominique Valadié, Jean-Paul Roussillon, Évelyne Didi
- Mise en scène de Christian Benedetti au Théâtre de l'Athénée-Louis-Jouvet du 7 décembre au 1er janvier 2018 avec Vincent Ozanon (Ivanov), Laure Wolf (Anna), Philippe Le Bas (Chabelski), Philippe Crubézy (Lébédev), Alix Riemer (Sacha), Yuriy Zavalnyouk (Lvov), Lise Quet (Babakina), Christian Benedetti (Borkine), et une scénographie de Christian Benedetti et Emma Depoid ainsi que la lumière de Dominique Fortin[3].

## Adaptations à l'écran
- 1956: Ivanov de Jean Prat (TV) (France) avec Michel Vitold
- 1961: Ivanov de Henry Kaplan (TV) (Grande-Bretagne)
- 1964: Ivanov de Josef Budský (Tchécoslovaquie)
- 1966: Ivanov de Graham Evans (Grande-Bretagne)
- 1971: Iwanow d'Oswald Döpke (TV) (RFA)
- 1981: Ivanov de Sergueï Desnitski et Oleg Efremov (pièce télévisée) (URSS) avec Innokenti Smoktounovski (Ivanov), Ekaterina Vassilieva (Anna Petrovna), Andreï Popov (Lebedev), Viatcheslav Nevinny (Borkine).
- 1981: Ivanov de Franco Giraldi (TV) (Italie) avec Giuliana De Sio, Laura Morante /
- 1987: Ivanov de Zdravko Chorta (TV) (Yougoslavie)
- 1990: Ivanov d'Arnaud Sélignac (TV) (France)
- 1992: Ivanov de Jorge Listopad (TV) (Portugal)
- 1992: Iwanow de Peter Zadek (TV) (Autriche)
- 2010: Ivanov de Vadim Doubrovitski (Russie).